# Megasema cruda
Megasema cruda là một loài bướm đêm trong họ Noctuidae.